# رهاب مثليات الجنس
رهاب مثليات الجنس (بالإنجليزيّة: Lesbophobia) يشمل أشكالًا عديدة من السلبيّة تجاه مثليات الجنس سواءً من الأفراد والأزواج أو للجماعة الاجتماعيّة كلها. تشمل تلك السلبيّة تحيُّزات وأفعال تمييز وإيذاء مبنيّة على الجنس أو التوجه الجنسيّ أو التعبير الجندريّ، بالإضافة إلى توجهات ومشاعر تتراوح بين الازدراء إلى العداء. وبشكلٍ عام، [وفقًا لِمَن؟] يتشابك مع رهاب المثليّة.

## الاصطلاحات ذات الصلة
بينما يستخدم البعض مصطلح رهاب المثلية العام لوصف التحيُّز والسلوكيات الموجهة ضد المثليات، يعتقد البعض الآخر أن مصطلحات المثليّة ورهاب المثليّة لا تعكس بما يكفي مخاوف المثليات، لأنهن يتعرَّضن لتمييز مزدوج، جنسيّ كونهن نساء وبسبب رهاب المثليّة. وبالمثل، تُفضِّل النساء من مزدوجات الميل الجنسيّ استخدام مصطلح رهاب ازدواجيّة الميل الجنسيّ للإشارة إلى التحيُّز والإيذاء الذي يتعرَّضن له بناءً على هويتهن الجنسيّة.

## المدى
تُعتبر فكرة خطر مثليات الجنس ومعياريّة المغايرة الجنسيّة من الأمثلة الشائعة على رهاب مثليات الجنس. يتشابه هذا المصطلح مع رهاب المثليّة في أنه يرى المغايرة الجنسيّة هي المعيار، ويفترض أن المغايرة الجنسيّة هي المهيمنة والطبيعيّة، وأن العلاقات الجنسيّة الأخرى غير طبيعيّة. ومن محاولات التنميط المعبِّرة عن رهاب مثليات الجنس، الرأي القائل بأن النساء الرياضيّات في الغالب مثليات. تواجه المثليات العديد من التوجهات المعادية، ليس من الرجال والنساء المغايرين فقط، بل من الرجال المثليين ومزدوجي الميل الجنسيّ أيضًا. يُعتبر رهاب المثليّة عند الرجال المثليين علامة على قلة التنسيق بشأن قضايا المثليات في الحملات الداعمة لحقوق المثليين.

## عنف رهاب مثليات الجنس
يظهر رهاب مثليات الجنس في بعض الأوقات في صورة جرائم وعنف، مثل الاغتصاب وحتى القتل. في جنوب أفريقيا، اغتُصبت الناشطة المثليّة سيزاكيلي سيغاسا وزوجتها سالومي ماسووا، وعُذبتا وانتهى الأمر بقتلهما في هجوم في يوليو عام 2007 على هيئات حقوق المثليين والمثليات. كما حدث عدد من حالات الاغتصاب والقتل الأخرى في جنوب أفريقيا منها حالة صيف 2007: حالة اغتصاب سيمانغيلي نهلابو، عضوة مجموعة دعم مصابي فيروس نقص المناعة المكتسبة، مع ابنتها ذات العامين وكذلك مادوي مافوبيدو صاحبة الـ16 عامًا، وطُعنّ حتى الموت.
في 2006، قُتلت زوليسوا نكونيانا، ذات 19 عامًا، بسبب إعلانها مثليتها. قتلها 4 رجال في كيب تاون حيث طعنوها ورجموها حتى الموت. اغتُصبت لاعبة فريق كرة القدم النسائيّة في جنوب أفريقيا إيدي سيميلاني وناشطة مجتمع الميم نوكسولو نوغوازا، في غاوتنغ. تقول زانيلي موهولي، رئيسة العلاقات المجتمعيّة في مجموعة دعم حقوق المثليات، أنها سجَّلت 50 حالة اغتصاب خلال العقد الماضي تشمل مثليات سوداء، وتصرَّح: «تكمن المشكلة في النظام الأبويّ. يرى الرجال هذه الجرائم والاغتصاب أفعالًا علاجيّة ومحاولة لإظهار مكان النساء في المجتمع».

## المرونة الشبقيّة والسيولة الجنسيّة
ترى الكثير من المثليات أن هناك نوعًا جديدًا من التحيُّز ضد المثليات مختلف عن النوع التقليديّ. إنهن يشعرن أن استخدام مصطلح التوجه الجنسيّ الفطريّ كحُجة للدفاع عن حقوق المثليّة الجنسيّة، خاصة قبول الناس لمفهوم المثليّة الجنسيّة إذا علموا أن له أسس بيولوجيّة، يشيطن مفهوم حق الفرد في اختيار توجهه الجنسيّ واحترام اختياراته الحرة. كما يشعرن أن هناك استقطابًا مجتمعيًّا صناعيًّا يلصق حقوق المثليين بمفهوم الفطريّة ويترك حقوق المثليات على المحك لأنها تُهاجم بحُجة أن النساء مرنات شبقيًّا وجنسيًّا عن الرجال. ترى بعض المثليات أن الرجال المثليين وعلماء الجنس الذين يقولون أنهم مع حقوق المثليّة لا يدافعون عن المثليات لأن هذه الحُجة تقول ضمنيًّا أن النساء ليس لديهن نفس حق الرجال في تقرير هويتهن الجنسيّة لأنهن مرنات جنسيًّا.